# Flecha Valona 2013
La 77.ª edición de la Flecha Valona se disputó el miércoles 17 de abril de 2013, dentro del UCI WorldTour 2013, con inicio en Binche y final en Huy (con el tradicional final en el muro de Huy), sobre un trazado de 205 kilómetros.
Participaron 25 equipos, los mismos que en la Amstel Gold Race 2013, excepto los de categoría Profesional Continental del Team Europcar y Team NetApp-Endura, entrando en su lugar los equipos de la misma categoría del Colombia y Sojasun. Formando así un pelotón de 200 ciclistas (el límite para carreras profesionales), con 8 corredores cada equipo, de los que acabaron 145.
El ganador final fue Dani Moreno, que se pudo separar del grupo a falta de 200 metros. Le acompañaron en el podio los colombianos Sergio Henao y Carlos Betancur, respectivamente; este último hizo una gran actuación, lanzando un ataque al principio de la subida con el que casi consigue la victoria hasta que a falta de 100 metros le superó Moreno.

## Recorrido
El recorrido contó con 12 cotas o puertos puntuables:
| Num | Nombre                      | Kilómetro | Longitud (m) | Pendiente media | Kilómetros a meta |
| --- | --------------------------- | --------- | ------------ | --------------- | ----------------- |
| 1   | Côte de Naninne             | 76,5      | 2.600        | 3,7 %           | 128,5             |
| 2   | Côte de Groynne             | 89,5      | 2.000        | 3,5 %           | 115,5             |
| 3   | Muro de Huy (1.er paso)     | 108,5     | 1.300        | 9,3 %           | 96,5              |
| 4   | Côte d'Ereffe               | 127,5     | 2.500        | 5,9 %           | 77,5              |
| 5   | Côte de Peu d'Eau           | 146       | 2.700        | 3,9 %           | 59                |
| 6   | Côte de Bellaire            | 151       | 1.000        | 6,8 %           | 54                |
| 7   | Côte de Bohisseau           | 158,5     | 1.300        | 7,6 %           | 46,5              |
| 8   | Côte de Bousalle            | 161,5     | 1.400        | 7,9 %           | 43,5              |
| 9   | Muro de Huy (2.º paso)      | 173,5     | 1.300        | 9,3 %           | 32,5              |
| 10  | Côte d'Amay                 | 190       | 1.500        | 7,4 %           | 15                |
| 11  | Côte de Villers-le-Bouillet | 196,5     | 1.200        | 7,5 %           | 8,5               |
| 12  | Muro de Huy (3.er paso)     | 205       | 1.300        | 9,3 %           | meta              |

## Clasificación final
| Pos. | Ciclista           | Equipo                  | Tiempo          |
| ---- | ------------------ | ----------------------- | --------------- |
| 1.   | Dani Moreno        | Katusha                 | 4 h 52 min 33 s |
| 2.   | Sergio Henao       | Sky                     | a 3 s           |
| 3.   | Carlos Betancur    | Ag2r La Mondiale        | m.t.            |
| 4.   | Daniel Martin      | Garmin Sharp            | m.t.            |
| 5.   | Michał Kwiatkowski | Omega Pharma-Quick Step | m.t.            |
| 6.   | Joaquim Rodríguez  | Katusha                 | a 8 s           |
| 7.   | Alejandro Valverde | Movistar                | m.t.            |
| 8.   | Igor Antón         | Euskaltel Euskadi       | m.t.            |
| 9.   | Bauke Mollema      | Blanco                  | m.t.            |
| 10.  | Rinaldo Nocentini  | Ag2r La Mondiale        | m.t.            |